# Jos Donders
Josephus Jacobus (Jos) Donders (Tilburg, 7 april 1867 - aldaar, 19 december 1960) was een Nederlandse architect die in de eerste helft van de twintigste eeuw veel gebouwen in Tilburg heeft ontworpen.

## Leven en werk
Jos Donders kwam uit een familie die vooral actief was in de bouw. Zo was zijn vader aannemer en timmerman. In de familie van zijn moeder waren veel mannen actief als houtzager. Donders volgde een opleiding tot aannemer/tekenaar. Nadat hij een aanvullende studie aan de academie in Brussel had voltooid, mocht hij ook taxeren en werken als architect. Daarnaast was hij docent tekenen aan de Burgeravondschool in Tilburg.
Donders was vooral actief in de periode 1900-1940. Opvallend is dat hij in die tijd een enorm scala aan verschillende gebouwen heeft ontworpen. Zo bouwde hij villa's en fabrikantenwoningen, maar was hij ook verantwoordelijk voor arbeiderswoningen, boerderijen, winkels en cafés. Daarnaast bouwde hij herenhuizen, scholen, kloosters, kerken en fabrieken. Tien van de door Donders ontworpen panden in Tilburg zijn inmiddels rijksmonument, 31 gebouwen zijn aangewezen als gemeentelijk monument en negen zijn gemeentelijk beschermd stadsgezicht.
Donders was getrouwd met Anna Hendrikx. Ze woonden vanaf 1909 op het adres Poststraat 42, de woning was door Jos zelf gebouwd. Het echtpaar kreeg twee zoons en zeven dochters. In 1926 kwam zijn zoon Jan in de zaak, zoon Piet volgde in 1932. Donders bleef zelf nog tot op hoge leeftijd actief. Zo hield hij zich vlak na de Tweede Wereldoorlog - hij was toen al ver in de zeventig - bezig met het taxeren van oorlogsschade aan panden in Tilburg.
Bij de sloop in 1978 van het kantoorpand van Donders aan de Langestraat in Tilburg zijn bijna alle documenten vernietigd door de gemeentereiniging. Het is dan ook onbekend hoeveel panden Donders precies heeft gebouwd; tot nu toe zijn zo'n 275 gebouwen van zijn hand bekend. Een deel daarvan is inmiddels gesloopt. Het oudst bekende gebouw van Jos Donders in Tilburg, uit 1895, is de toren van de Heikese kerk die in dat jaar ingrijpend gerestaureerd werd. Daarvoor (1893) bouwde hij in het Friese Kollum al een molen.

## Stijl
In het begin van zijn carrière ontwierp Donders vooral panden in de neorenaissancestijl, waarbij gebruik wordt gemaakt van decoratieve elementen uit de zestiende eeuw. Elementen uit de art nouveau of jugendstil verschenen voor het eerst in zijn werk in een pand uit 1907 aan het het Vincentiuspad in Tilburg. Rond 1925 ging Donders ontwerpen volgens de stijl van de expressionistische Amsterdamse school. Het Theresialyceum aan de Oude Dijk in Tilburg is hiervan een goed voorbeeld. Ook zien we panden in de stijl van de Delftse School van zijn hand verschijnen. In de Tilburgse wijk Zorgvlied zijn daar verschillende voorbeelden van te vinden. Zoon Jan had bij de twee laatste stijlen al redelijk wat invloed. 

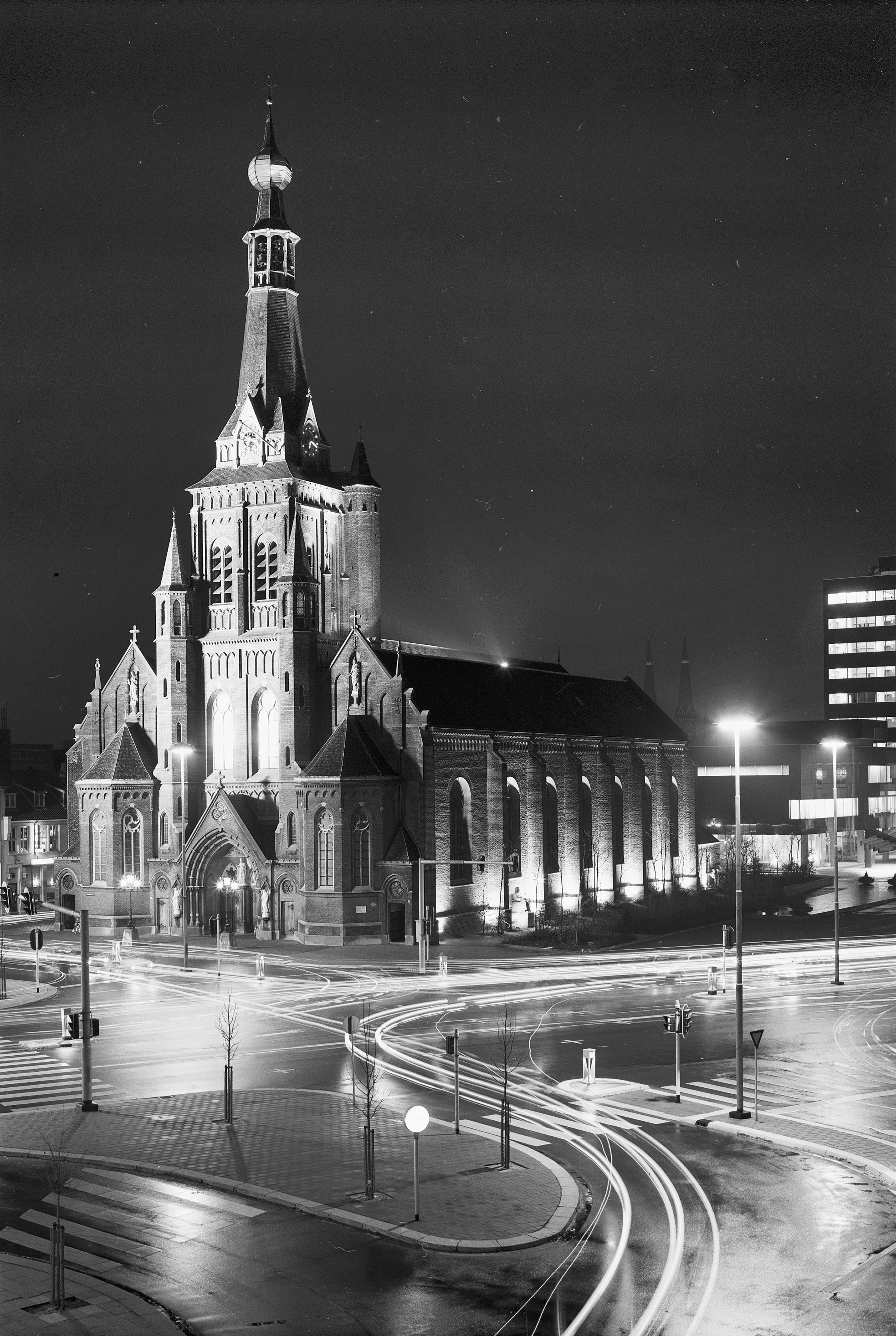
Heikese kerk, Tilburg
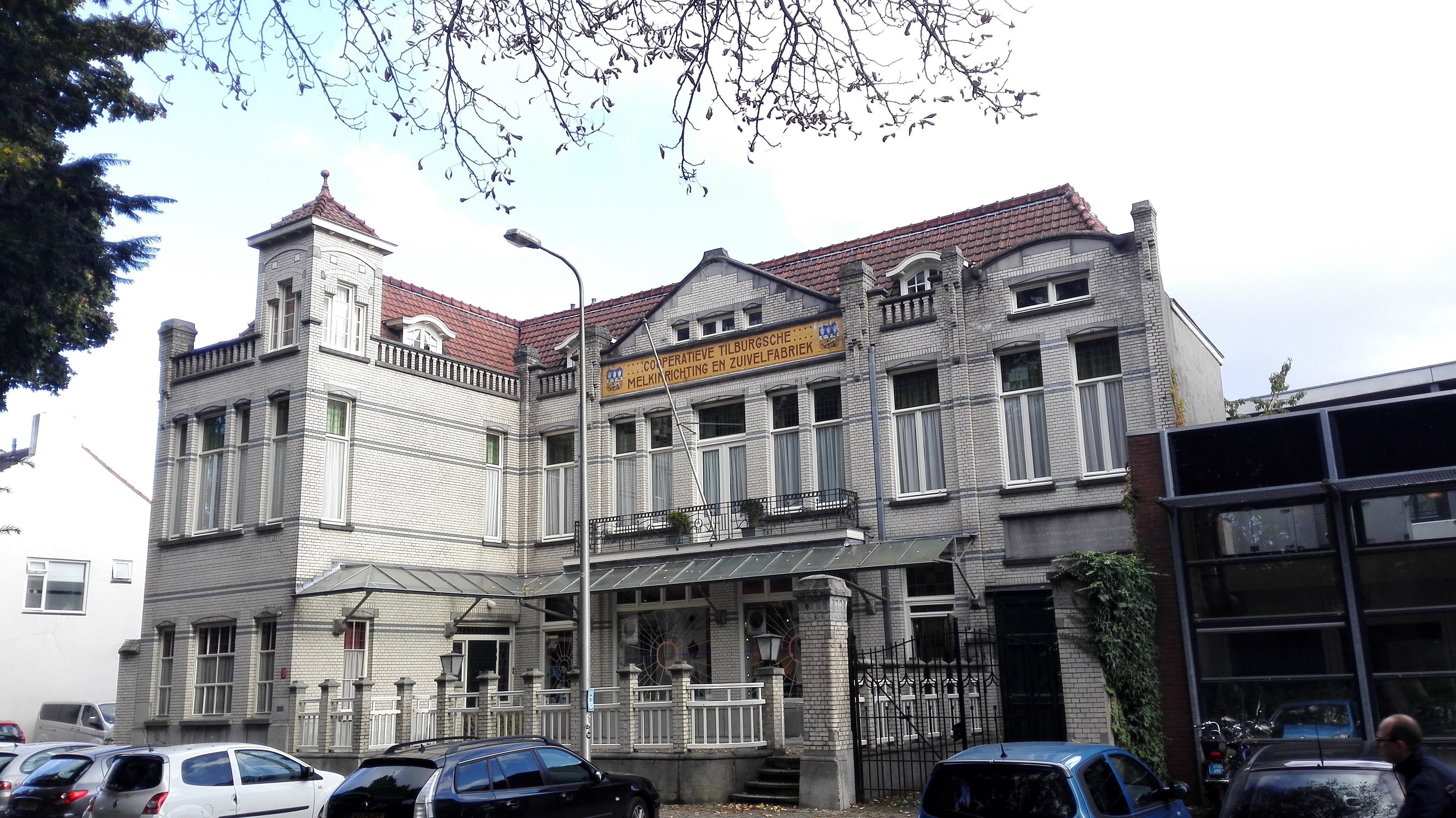
Melkfabriek, Wilhelminapark 63, Tilburg
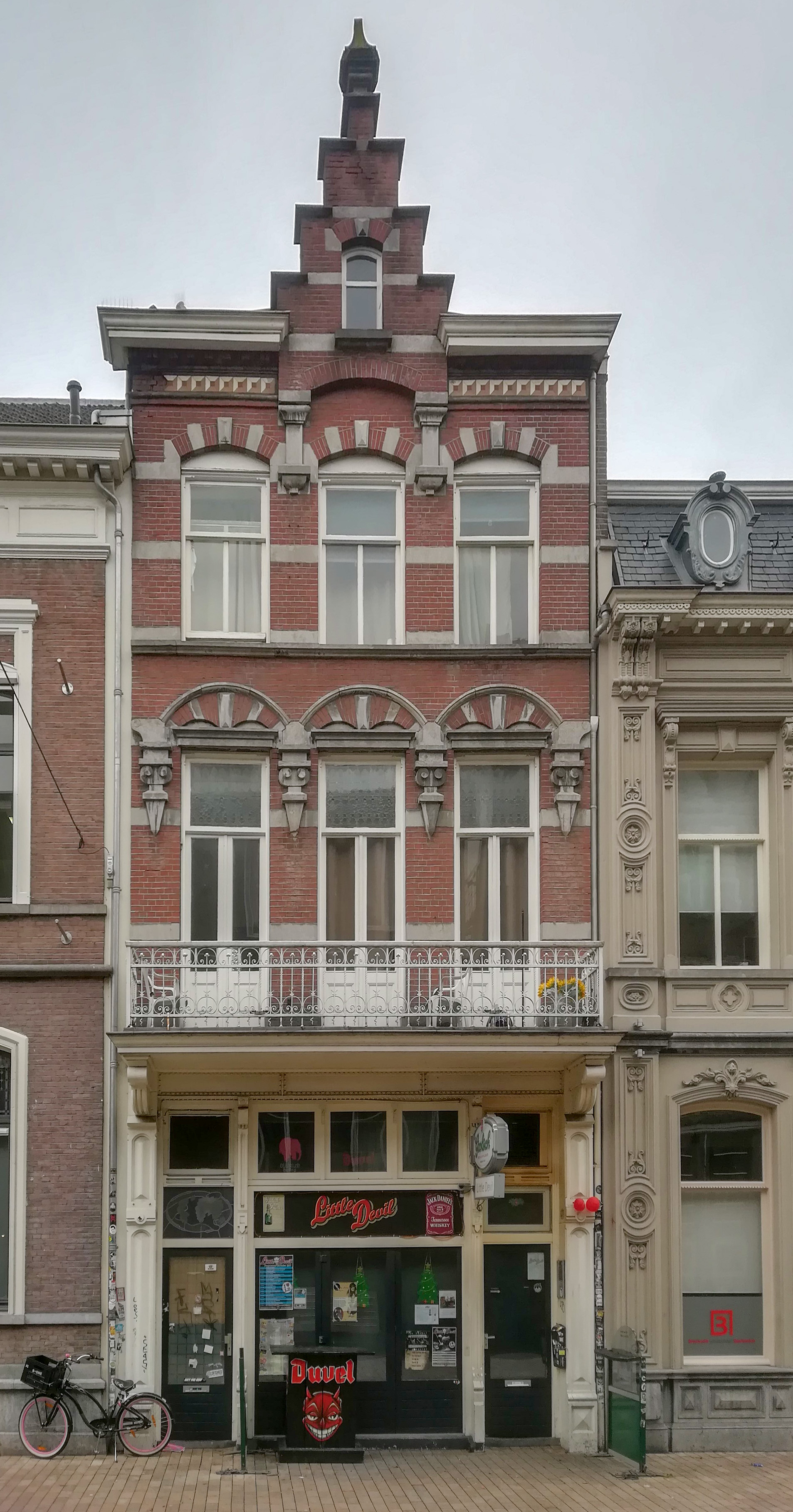
Stationsstraat 27 in Tilburg. Gebouwd in 1899 als winkelhuis, in 2004 in gebruik genomen als café Little Devil
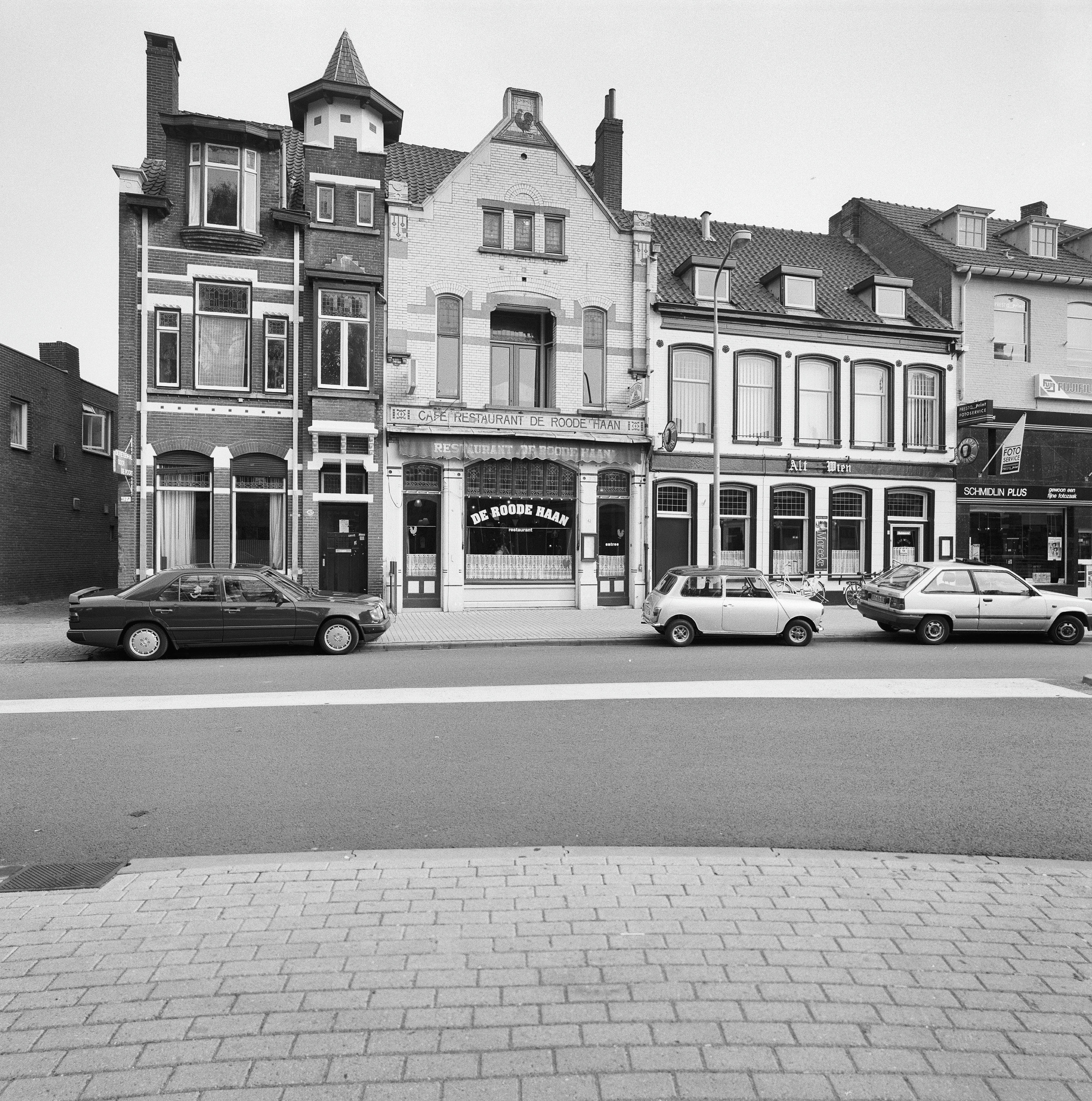
Café De Roode Haan, Wilhelminapark, Tilburg
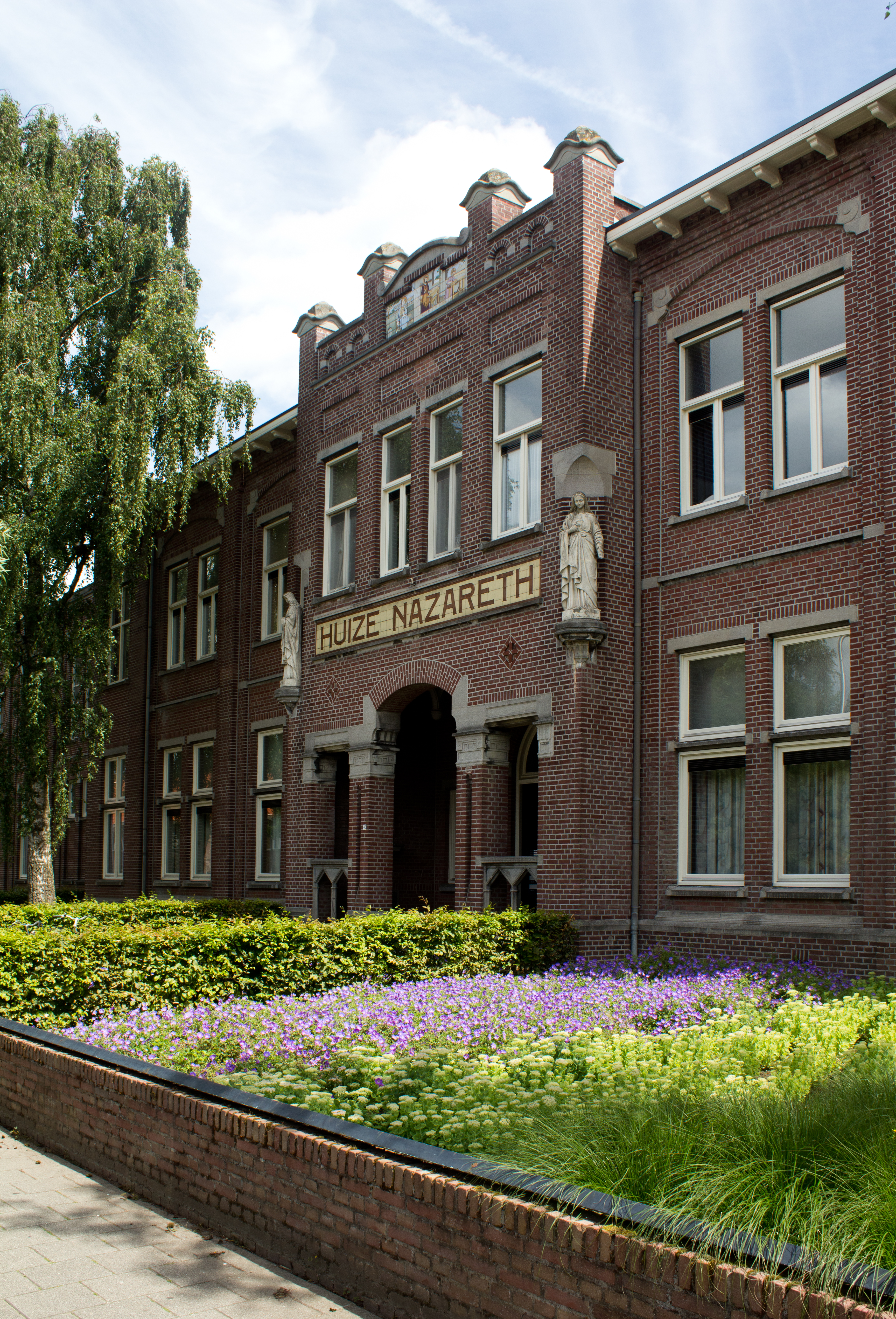
Internaat Huize Nazareth in Tilburg, ontworpen in 1916

- Nederlandse Thesaurus van Auteursnamen: 330584030
- Virtual International Authority File: 279849522